# 12072 Anupamakotha
12072 Anupamakotha este un asteroid din centura principală de asteroizi.

## Descriere
12072 Anupamakotha este un asteroid din centura principală de asteroizi. A fost descoperit pe 20 martie 1998 la Socorro, New Mexico, în cadrul proiectului LINEAR. Asteroidul prezintă o orbită caracterizată de o semiaxă mare de 2,45 ua, o excentricitate de 0,12 și o înclinație de 4,7° în raport cu ecliptica.